# محمد أباد (استر أباد)
محمد أباد (بالفارسية: محمدآباد) هي قرية تقع في إيران في ناحية كمالان.